# Şirvanlı Mehmed Rüşdi Pasha

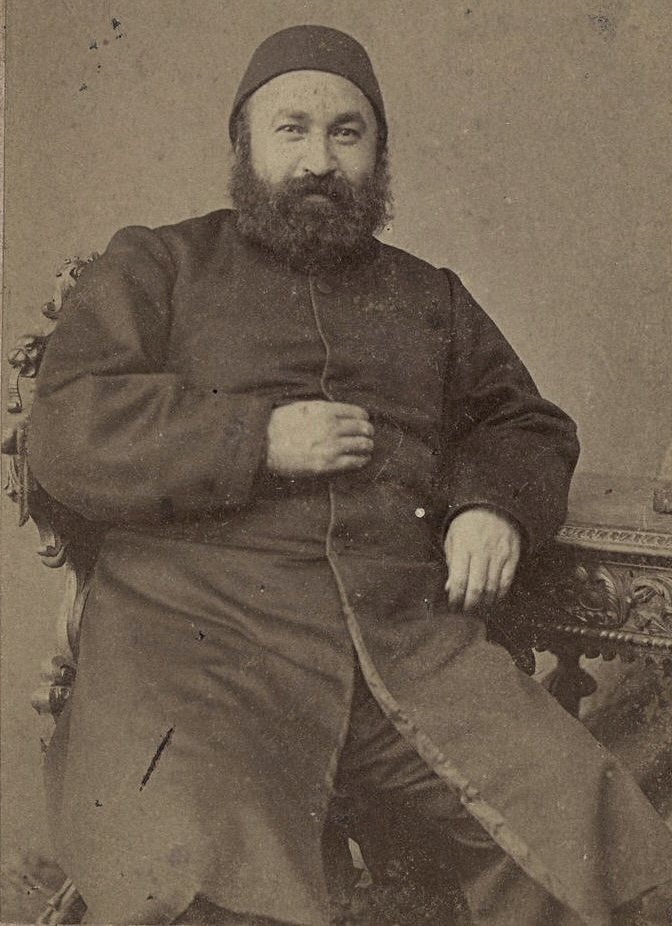
Şirvanlı Mehmed Rüşdi Pasha

Şirvanlı Mehmed Rüşdi Pasha (1828–1874) foi um estadista otomano. Ele foi grão-vizir do Império Otomano de 15 de abril de 1873 até 15 de fevereiro de 1874.